# Historia Królestwa Anglii
Historia Królestwa Anglii obejmuje okres od inwazji Normanów w roku 1066 i podboju południowo-wschodniej części wyspy Wielka Brytania, aż do utworzenia, na podstawie aktu unii z roku 1707, Zjednoczonego Królestwa Wielkiej Brytanii. W tym okresie władza w królestwie wielokrotnie przechodziła z rąk do rąk, ale głównymi dynastiami rządzącymi były dynastie Plantagenetów, Tudorów i Stuartów.

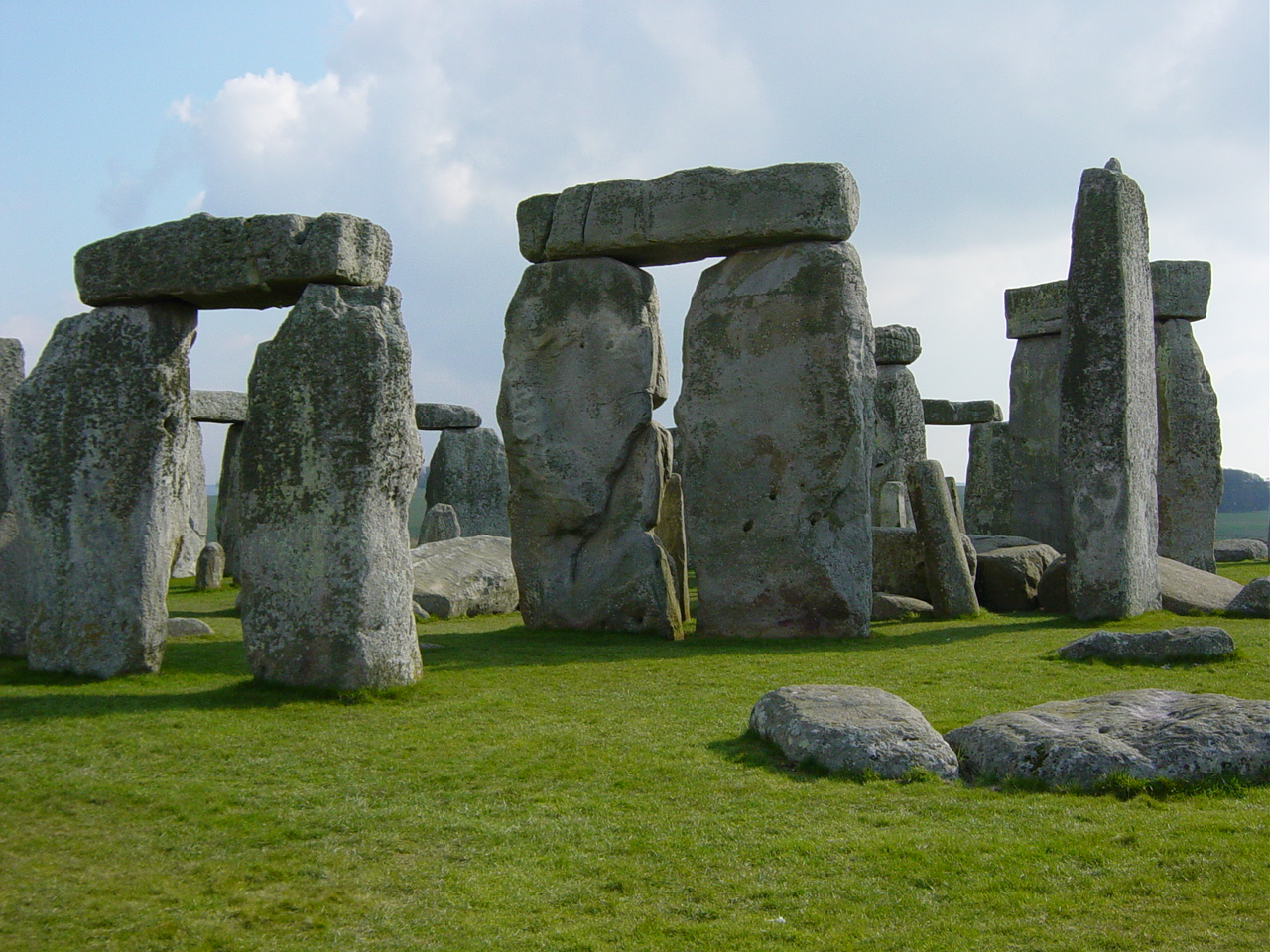
Stonehenge

## Prehistoria i starożytność

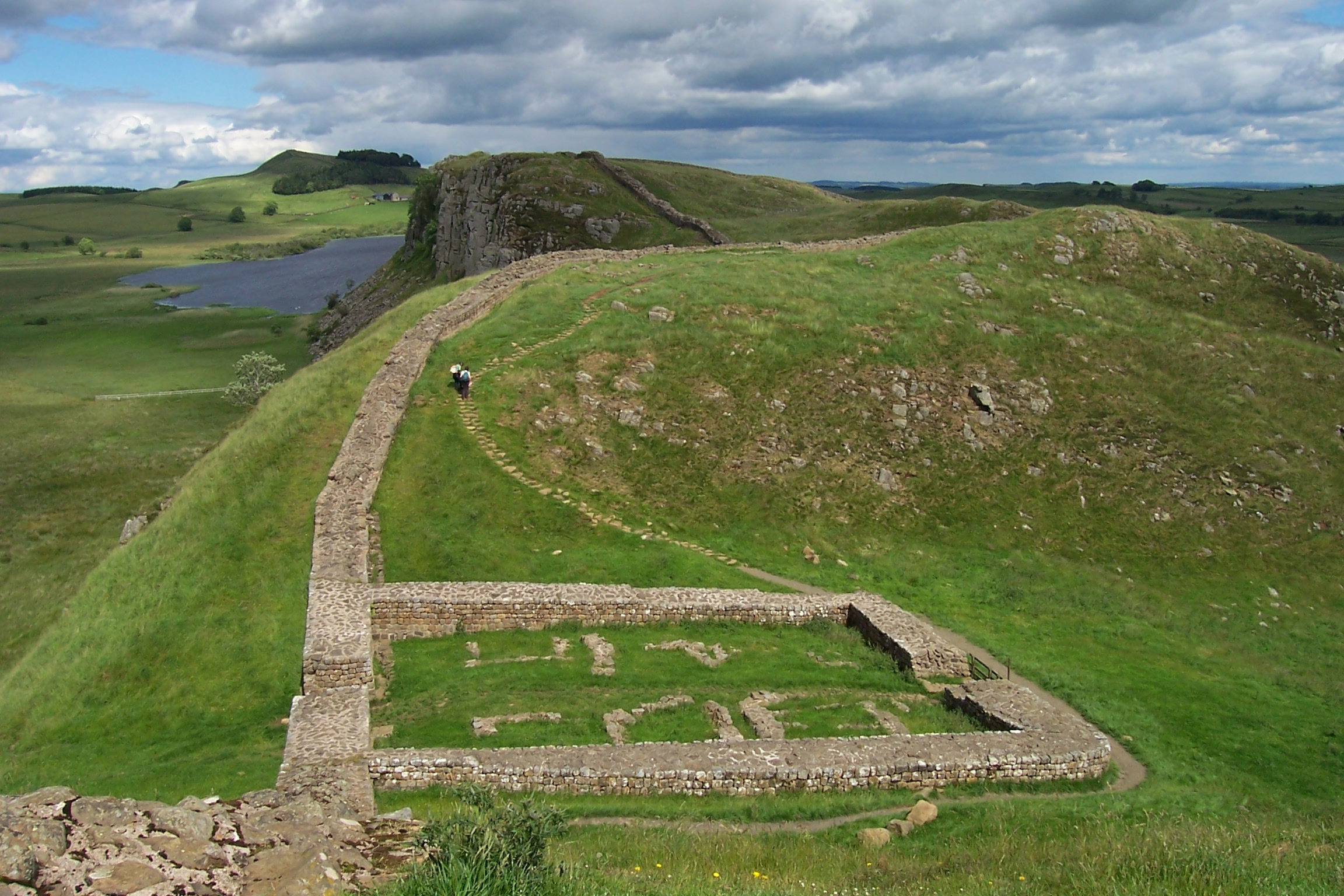
Wał Hadriana

Lokalizacja królestw anglosaskiej Heptarchii

Historię Anglii zapoczątkowało przybycie na Wyspy Brytyjskie pierwszych ludzi wiele tysięcy lat temu. To, co dziś jest Anglią, częścią Zjednoczonego Królestwa, zostało zasiedlone przez ludzi z gatunku Homo neanderthalensis około 230 tysięcy lat temu, zaś pierwsi ludzie z gatunku Homo sapiens pojawili się tam 29 tysięcy lat temu. Pierwsze znane osady ludzkie powstały jednak później, około 11 tysięcy lat temu, wraz z końcem ostatniego zlodowacenia, tj. zlodowacenia północnopolskiego. Na tych terenach znajduje się wiele pozostałości z okresu mezolitu, neolitu i epoki brązu, jak Stonehenge, Avebury czy Newgrange. W epoce żelaza Anglia, jak cała reszta Brytanii na południe od Firth of Forth, była zamieszkana przez ludy celtyckie zwane Brytami, ale również mieszkały tu plemiona Belgów (jak np. Atrebatów, Catuvellaunich, czy Trinowantów). W roku 43 n.e. cesarz rzymski Klaudiusz zajął Kamulodunum utworzył prowincję Brytania, kończąc tym samym pierwszy etap podboju Wysp Brytyjskich; Rzymianie panowali w Anglii aż do początków V wieku.
Po wycofaniu się w 407 roku rzymskich legionów, na Wyspy Brytyjskie przybyły około 450 roku ludy germańskie: Anglowie, Sasi i Jutowie, którzy dość szybko zorganizowali w Brytanii kilkanaście pogańskich królestw patrymonialnych. Z biegiem czasu pozostało ich siedem: Kent, zamieszkany przez Jutów, Wessex, Sussex i Essex zamieszkane przez Sasów oraz Wschodnia Anglia, Mercja i Nortumbria zamieszkane przez Anglów (heptarchia anglosaska). Te królestwa rywalizowały między sobą o hegemonię, a władca, któremu udało się uzyskać przewagę, nosił tytuł bretwalda. Dotychczasowi mieszkańcy wyspy, czyli ludność celtycka z plemienia Brytów, zostali niemal doszczętnie wytępieni, poza północno-zachodnią częścią Anglii i Kornwalią. Celtowie przetrwali także w niepodbitej przez plemiona germańskie Walii oraz w Szkocji. W międzyczasie miała miejsce chrystianizacja.

## Najazdy Normanów

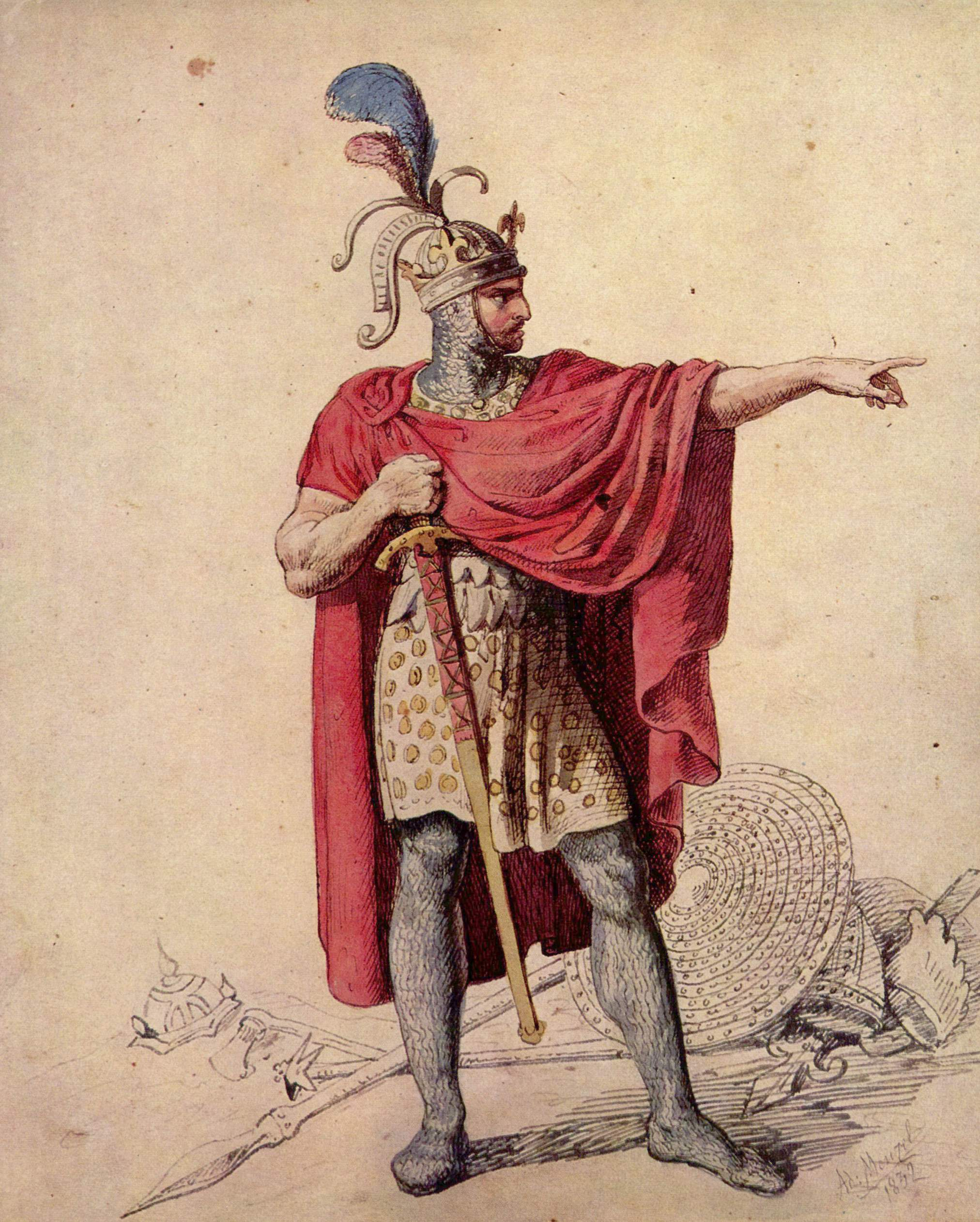
Alfred Wielki

Pod koniec VIII stulecia Anglię zaczęli najeżdżać i podbijać Normanowie. W drugiej połowie IX wieku skuteczny opór potrafił im stawić jedynie Alfred Wielki, władca królestwa Wesseksu, który zjednoczył Anglosasów, musiał jednak oddać Normanom północną część kraju. Normanowie po kilkudziesięciu latach zasymilowali się z miejscową ludnością.
Alfred Wielki był pierwszym królem, którego nazwać można było ‘królem angielskim’. Jego następcy, podobnie jak on sam, rządzili zjednoczonym krajem (z wyjątkiem leżących na północy kolonii duńskich, zwanych Danelaw). Zachowała się moneta z ówczesnej mennicy londyńskiej opatrzona łacińskim napisem Alfred rex Anglicorum (Alfred król Anglików). Przyjmuje się, że wraz z jej wybiciem skończyła się epoka królestwa Wesseksu, a rozpoczęły się dzieje Anglii – najstarszej narodowej monarchii europejskiej.
Potomkowie Alfreda nie dorównywali mu zdolnościami. Po ofensywie Duńczyków w 1016 Anglia stała się częścią duńskiego imperium króla Kanuta Wielkiego. Po jakimś czasie przywrócono dynastię Wessex. Po śmierci Edwarda Wyznawcy, władzę przejął mimo pretensji Normanów, Harold Godwinson. W 1066 doszło do inwazji Normanów z Normandii w północnej Francji, na której czele stanął Wilhelm Zdobywca. Jego zwycięstwo w bitwie pod Hastings doprowadziło do zrzucenia Anglosasów ze szczytu drabiny społecznej i zastąpienia ich Normanami. Gdy ci z biegiem czasu utracili swe ziemie na kontynencie, ich dynastia królewska i arystokracja nabrały angielskiego charakteru.
Aby wzmocnić władzę królewską, Wilhelm Zdobywca obsadził istniejące jednostki terytorialne, zwane hrabstwami, zaufanymi urzędnikami (szeryfami), którzy zbierali podatki oraz sprawowali sądy. Jednocześnie zobowiązał wszystkich rycerzy do wierności wobec króla. Wilhelm ogromną wagę przywiązywał do sprawnego funkcjonowania systemu podatkowego. Temu właśnie zawdzięczamy stworzony w 1085 kataster (spis) podatkowy, znany jako Domesday Book (ang. Księga Dnia Sądu Ostatecznego). Stanowi on nieocenione źródło do poznania stosunków społecznych i gospodarczych kraju. Spis musiał być niezwykle dokładny, skoro współczesny jemu kronikarz zanotował nieco ironicznie i z wyrzutem: Badania przeprowadzono z taką drobiazgowością, że (wstyd o tym pisać, chociaż król nie uważał tego za wstydliwe) nie było ani jednego jarda ziemi, ani jednego wołu, ani krowy, ani świni, która by nie została zapisana w sprawozdaniu.
Podbój Walii, kraju górzystego i podzielonego w wiekach średnich na mnóstwo małych posiadłości, dokonał się ostatecznie w roku 1282, za panowania Edwarda I. W 1294 roku Walia została przyłączona do Anglii a ziemie feudałów trafiły w ręce baronów Edwarda I. Aby uspokoić ludność walijską, urodzony na tej ziemi przyszły król Edward II otrzymał tytuł księcia Walii, czym zapoczątkował tradycję nazywania tak najstarszych synów panującego monarchy. Zjednoczenie pod względem administracyjnym nastąpiło ostatecznie w roku 1536.

## Anglia Plantagenetów

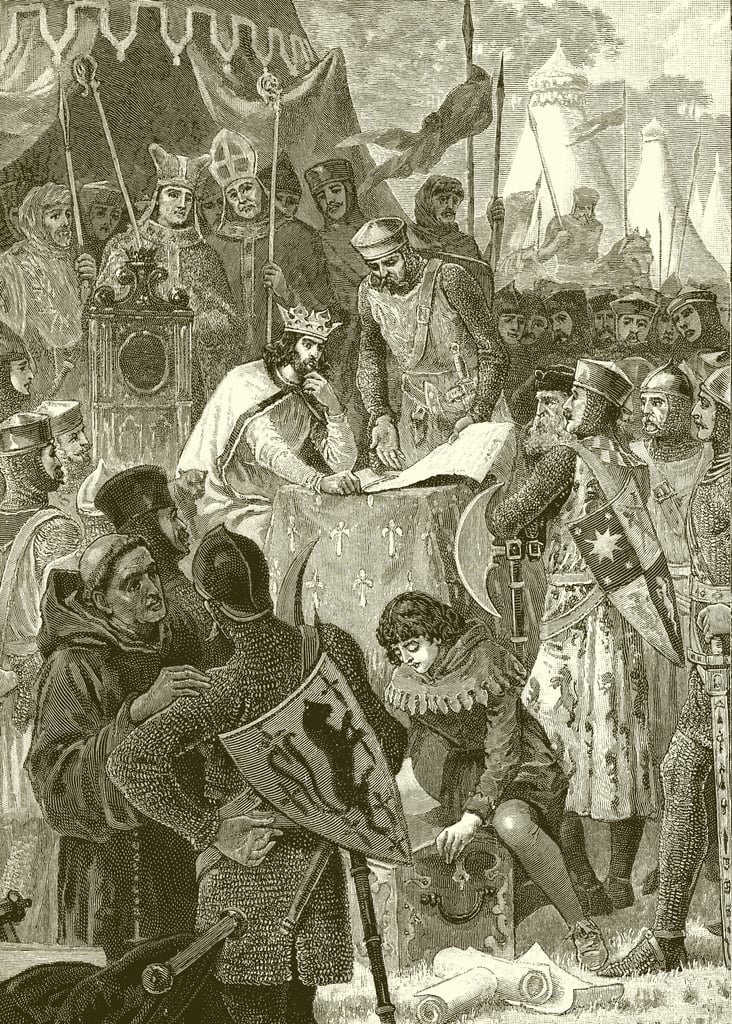
Podpisanie Magna Charta (1215)

Matylda, córka Henryka I, zakończyła podbój Wysp. Gdy syn i następca Stefana I, Eustachy zmarł w roku 1153, król porozumiał się z jej synem, Henrykiem Andegaweńskim, który został królem Anglii (Henrykiem II). Tym samym Anglia stała się częścią większego organizmu państwowego, zwanego imperium andegaweńskim. Henryk zburzył pozostałe bezprawnie wzniesione zamki baronów i wzmocnił swe panowanie w Irlandii, Szkocji, Walii, Flandrii i innych ziemiach swego państwa.
Panowanie Henryka II oznaczało powrót państwa spod rządów baronów do panowania dynastii królewskiej; podobnie jak w odniesieniu do rządów Kościoła. Okres ten charakteryzował się odwrotem państwa od klasycznego feudalizmu.
Następca Henryka, Ryszard I Lwie Serce (znany również jako „król nieobecny”), był zajęty wojnami za granicą, biorąc udział w trzeciej krucjacie i broniąc swych francuskich posiadłości przed zakusami króla Filipa II.
Aż do panowania Ryszarda królestwo Anglii było państwem zupełnie niezależnym. Dopiero on, w roku 1194, w zamian za zwolnienie z więzienia, w którym znalazł się podczas powrotu z wyprawy krzyżowej, uczynił Anglię wasalem Świętego Cesarstwa Rzymskiego. Młodszy brat Ryszarda, Jan I, który wstąpił na tron po nim, miał mniej szczęścia; po bitwie pod Bouvines utracił Normandię i dalsze terytoria we Francji. Wobec konfliktu z baronami król oddał swoje państwo w opiekę Boga i świętych Piotra i Pawła. Zobowiązywał się płacić również roczną daninę papieżowi w wysokości 1000 marek. Ta podległość wobec papiestwa miała trwać aż do XIV wieku.
Na skutek niepowodzeń wojennych, wysokich podatków i nadużyć królewskich urzędników doszło do równoczesnego buntu duchownych, szlachty i miast. 10 czerwca 1215 r. kilku baronów połączyło siły i ruszyło na Londyn. Wymusili oni na królu podpisanie w Runnymede pod Windsorem 15 czerwca 1215 Wielkiej Karty Swobód. Przepisy Karty gwarantowały miastom wolność handlu, duchownym prawo obsadzania biskupów. Król nie mógł podwyższać podatków bez porozumienia z radą królewską złożoną z baronów, biskupów i arcybiskupa oraz więzić nikogo bez wyroku sądowego. Złamanie przez króla któregoś z ustaleń uprawniało baronów do wypowiedzenia posłuszeństwa i nawoływania do powszechnego powstania. Uważa się, że Wielka Karta dała początek ustrojowi Anglii i przyczyniła się do powstania parlamentu. Ze swej strony baronowie złożyli przysięgę na wierność Janowi.
Rychło jednak okazało się, że Jan nie ma zamiaru przestrzegać postanowień Wielkiej Karty. Konflikt z baronami, duchowieństwem i mieszczaństwem trwał aż do śmierci króla w roku 1216. Syn Jana I, Henryk III, został królem w wieku zaledwie 9 lat. Jego panowanie upływało pod znakiem licznych rebelii i wojen domowych. Buntownicy powołali na tron Anglii następcę tronu Francji – księcia Ludwika, który zdążył nawet opanować Londyn i zagarnąć klejnoty królewskie. Wierne Janowi, a później Henrykowi, pozostały tylko hrabstwa południowo-zachodnie i centralne. Za radą regenta Henryk zwołał Radę do Bristolu, na której podpisał zmodyfikowany tekst Wielkiej Karty (usunięto z niej min. art. 61, mówiący o prawie oporu wobec króla). Poparcia Henrykowi udzielił Kościół, a papież Honoriusz III ekskomunikował księcia Ludwika.

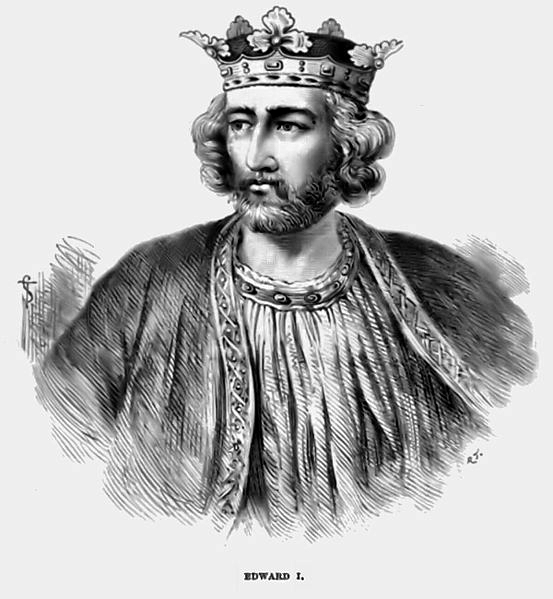
Edward I Długonogi

Panowanie Edwarda I było bardziej udane. Edward wprowadził kilka przepisów prawnych wzmacniających władzę królewskiej administracji i zwołał pierwszy stały parlament. Podbił Walię i próbował przejąć kontrolę nad Królestwem Szkocji, co doprowadziło do długotrwałej i kosztownej wojny. Jego zniewieściały syn, Edward II, strawił swe panowanie na nieustannym sporze z możnowładcami. W Szkocji wybuchło powstanie na którego czele stanął William Wallace. Jednocześnie król szkocki Robert I Bruce zaczął odbierać ziemie zdobyte przez Edwarda I. W roku 1314 angielska armia została niemal doszczętnie rozbita przez Szkotów (już bez Williama Wallacea, który został stracony w 1305 roku) w bitwie pod Bannockburn. Na domiar złego Edwarda podejrzewano o stosunki homoseksualne, co w końcu doprowadziło do jego detronizacji i gwałtownej śmierci (prawdopodobnie z rąk agentów jego własnej małżonki królowej Izabeli) na jesieni 1327 roku.
W roku 1348 Anglię nawiedziła Czarna śmierć (łac. mors nigra) – epidemia dżumy, która spustoszyła kraj zabijając, jak się ocenia, co najmniej 1/3 ludności. Królestwo prowadziło w tym czasie rozliczne wojny z najbliższymi sąsiadami na Wyspach: Walijczykami, Kornwalijczykami, Irlandczykami, a także na kontynencie, gdzie trwała wojna stuletnia przeciwko Francuzom i ich sprzymierzeńcom. Wśród znaczących angielskich zwycięstw w tej wojnie wymienić należy bitwy pod Crécy i pod Azincourt. W roku 1412 zdławiono ostatnie powstanie Walijczyków, na czele których stał książę Owain Glyndŵr; dokonał tego książę Henryk (późniejszy Henryk V). Panowanie Henryka V zakończyło się jego nagłą śmiercią z powodu dyzenterii w 1422, a zostało po nim wiele niespełnionych zamierzeń, w tym podjęcie nowej krucjaty celem odebrania Jerozolimy z rąk muzułmanów. Niepokoje wewnętrzne osiągnęły szczyt za panowania Henryka VI, głównie z powodu jego osobistej słabości – braku równowagi psychicznej.
Po przegranej pod Castillon Francuzi odzyskali w 1453 Gaskonię (de facto był to koniec wojny stuletniej, aczkolwiek nigdy nie podpisano traktatu pokojowego), a sam król Henryk popadł w obłęd. Książę Yorku odzyskał swoje wpływy, a Somerset znalazł się w Tower of London. W 1454 król wrócił do równowagi psychicznej na tyle, aby uwolnić Somerseta i pozbawić Ryszarda tytułu Lorda Protektora i Obrońcy Królestwa. Ryszard i jego stronnicy usunęli się w cień. Rok później, wraz ze swoimi głównymi stronnikami, hrabią Salisbury i hrabią Warwick, książę Yorku zgromadził liczną armię i 22 maja 1455 starł się z wojskami królewskimi pod St Albans. Bitwa zakończyła się klęską Lancasterów, śmiercią Somerseta i niewolą króla Henryka. Rozpoczęła się wojna domowa.
Edward IV zmarł w 1483 roku, w wieku zaledwie 40 lat. Jego najstarszy syn, 13-letni Edward, miał zostać jego następcą, ale brat króla Ryszard, książę Gloucester, uznał małżeństwo Edwarda IV za nieważne, tym samym odsuwając jego dzieci od prawa do sukcesji. Edward i jego 10-letni brat Ryszard zostali uwięzieni w Tower of London, a ich wuj wstąpił na tron jako Ryszard III. Książęta zmarli w Tower, prawdopodobnie zamordowani na rozkaz Ryszarda, choć nie ma na to bezpośrednich dowodów. Niezależnie od tego, co się naprawdę stało, króla uważano powszechnie za mordercę bratanków. Latem 1485, książę Henryk, ostatni z Lancasterów, powrócił z Francji do Anglii, pokonał i zabił Ryszarda w bitwie pod Bosworth i koronował się jako Henryk VII Tudor.

## Panowanie Tudorów

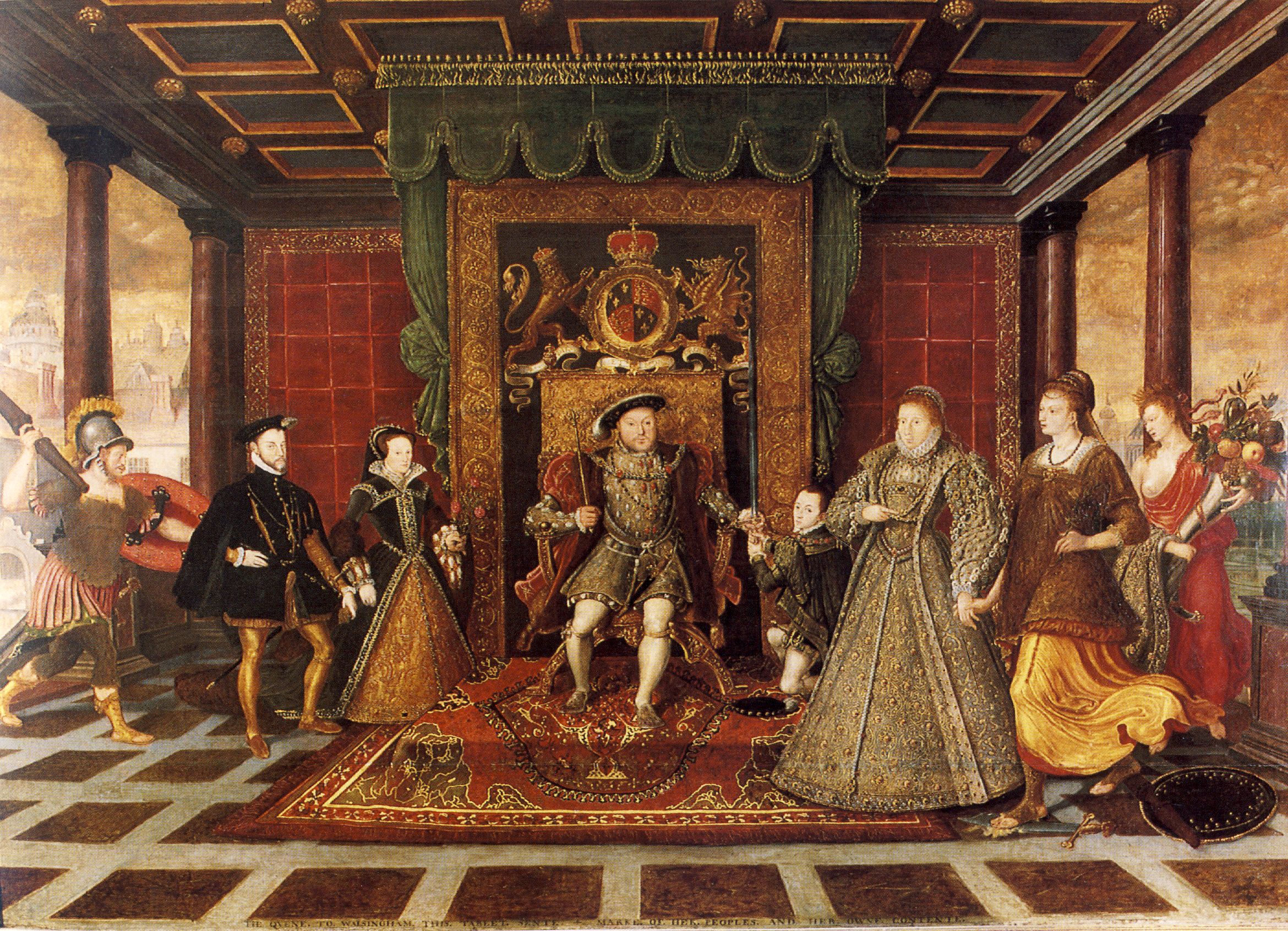
Dynastia Tudorów na obrazie z epoki

Termin Epoka Tudorów obejmuje lata 1485–1603, tj. czas od wstąpienia na tron pierwszego władcy tej dynastii, Henryka VII (1457–1509), po okres panowania Elżbiety I (1558–1603), aczkolwiek dla tego ostatniego często używa się określenia Era Elżbietańska.
Henryk VII, mimo poślubienia dziedziczki Yorków, Elżbiety, nie miał bezspornego prawa do korony, był jednak królem i cieszył się poparciem znacznej części szlachty i mieszczan, a także wolnych yeomenów. Dzięki temu z powodzeniem stłumił bunty baronów i umocnił swą władzę.
W sprawach polityki zagranicznej król Henryk VII zachowywał się pokojowo. Wszedł w sojusz z Hiszpanią i cesarzem Maksymilianem I, ale w 1493, gdy sprzymierzeńcy rozpoczęli działania zbrojne przeciwko Francji, Henryk porozumiał się z Francuzami i oficjalnie zgłosił rezygnację z wszelkich roszczeń terytorialnych z wyjątkiem portu w Calais, zdając sobie sprawę, że nic nie jest w stanie zrobić, by zapobiec inkorporowaniu przez Francję Księstwa Bretanii. Francuzi w zamian uznali go za króla i obiecali nie chronić na swym terenie ewentualnych pretendentów do tronu Anglii. Henryk doszedł do porozumienia również ze Szkocją oddając rękę swej córki Margaret królowi Jakubowi IV.
Zostawszy królem wzmocnił administrację, bardzo osłabioną i skompromitowaną w czasie Wojny Dwóch Róż. Skarbiec był pusty, opróżniony przez krewniaków Edwarda IV po jego śmierci. Prowadząc konsekwentną politykę fiskalną i narzucając wysokie podatki, Henrykowi udało się – przed śmiercią – doprowadzić skarb królewski do zadowalającego stanu.
W roku 1501 królewski syn Artur, niedawno ożeniony z Katarzyną Aragońską, zachorował i zmarł w wieku lat piętnastu, dzięki czemu następcą tronu został jego młodszy brat Książę Yorku. Kiedy król umierał w roku 1509, pozycja Tudorów była bardzo mocna, a jego syn objął tron bez niczyjego sprzeciwu.
Henryk VIII wstąpił na tron w roku 1509. Ferdynand II, ojciec Katarzyny, naciskał na jej ślub z nowym królem, chciał bowiem za jej pośrednictwem sprawować kontrolę nad Anglią. Henryk rzeczywiście poślubił Katarzynę, mimo zastrzeżeń papieża Juliusza II oraz arcybiskupa Canterbury co do ważności małżeństwa. Oboje zostali koronowani w Opactwie Westminsterskim 24 czerwca 1509 roku. Pierwsza ciąża Katarzyny w 1510 zakończyła się poronieniem. W styczniu 1511 roku urodziła syna Henryka, ale żył on tylko siedem tygodni.
W roku 1511 Henryk przystąpił do Świętej Ligi, grupy europejskich władców przeciwnych francuskiemu królowi Ludwikowi XII. Członkami Ligi byli między innymi papież Juliusz II, cesarz rzymsko-niemiecki Maksymilian I Habsburg i król Hiszpanii Ferdynand II. Podczas inwazji na Francję Henryk osobiście brał udział w oblężeniach i bitwach.
W 1514 roku Ferdynand opuścił sojusz, a pozostałe strony zawarły pokój z Francją. Zatarg z Hiszpanią pociągnął za sobą dyskusję na temat rozwodu Henryka z Katarzyną. Jednak po objęciu tronu Francji przez króla Franciszka I w 1515 roku, stosunki angielsko-francuskie znów stały się napięte, więc Henryk pojednał się z Ferdynandem. W 1516 roku Katarzyna urodziła córkę Marię.
Ferdynand umarł w 1516, a jego następcą został jego wnuk Karol V – siostrzeniec Katarzyny. W późniejszej rywalizacji między Franciszkiem i Karolem (teraz już cesarzem rzymsko-niemieckim) Henryk został mediatorem, dążąc do utrzymania równowagi w Europie. Zarówno Franciszek, jak i Karol zabiegali o wsparcie Henryka. Jednak po roku 1521 wpływ Anglii na sytuację w Europie zaczął słabnąć.

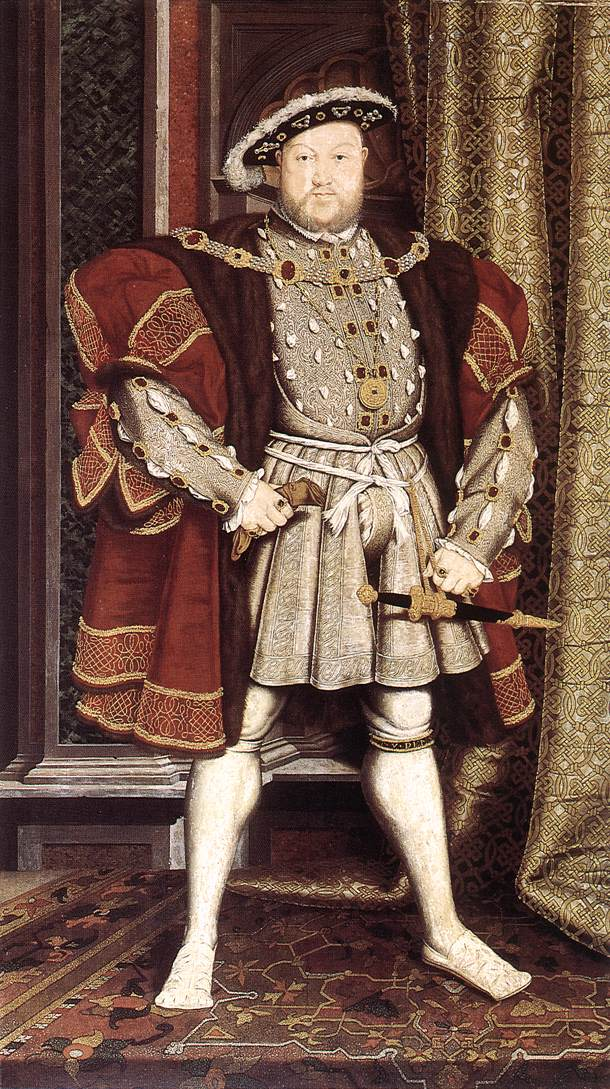
Henryk VIII na portrecie Holbeina

Długie starania o rozwiązanie małżeństwa z Katarzyną nazwane zostały „wielką królewską sprawą”. Kardynał Wolsey i William Warham w tajemnicy wszczęli dochodzenie w sprawie ważności małżeństwa. Królowa Katarzyna zeznała jednak, że jej małżeństwo z Arturem nigdy nie zostało skonsumowane. Dochodzenie zostało więc przerwane.
Henryk zwrócił się teraz do papieża. Po serii zabiegów udało się uzyskać stwierdzenie papieża, że bulla zezwalająca na małżeństwo Henryka i Katarzyny może być uznana za nieważną, o ile przyczyny, na które się w niej powoływano, były fałszywe. Postępowanie jednak zostało wstrzymane, kiedy Hiszpanie przedłożyli drugi dokument rzekomo udzielający koniecznej dyspensy. Utrzymywano, że kilka miesięcy przed udzieleniem dyspensy w oficjalnej bulli papież Juliusz II sekretnie udzielił tejże w tajnym brewe wysłanym do Hiszpanii. Jednakże papieskie pełnomocnictwo wymieniało jedynie bullę; nie upoważniało kardynałów Wolseya i Campeggio do ustalania ważności brewe. Przez osiem miesięcy strony spierały się o autentyczność brewe.
Rozgniewany na Wolseya za opóźnienie, Henryk pozbawił go majątku i władzy. Kardynał miał stanąć przed sądem z oskarżenia o podkopywanie autorytetu króla, ale zmarł w drodze na rozprawę. Razem z kardynałem Wolseyem nastąpił upadek innych dostojników Kościoła: urzędy lorda kanclerza i lorda tajnej pieczęci, które wcześniej należały do kleru, przypadły świeckim możnowładcom.
Władza kościelna przeszła w ręce Thomasa Cranmera (od 1532 arcybiskupa Canterbury) oraz Thomasa Cromwella (od 1533 kanclerza skarbu). W styczniu 1533 Cranmer udzielił ślubu Henrykowi i Annie Boleyn. Księżniczka Maria została uznana za dziecię z nieprawego łoża i na miejscu ewentualnej dziedziczki tronu zastąpiła ją nowa córka Anny, księżniczka Elżbieta. Katarzyna utraciła prawo do tytułu królowej i stała się księżną-wdową Walii; zmarła na raka w 1536 roku.
Papież odpowiedział na to ekskomuniką Henryka. Było to przyczyną przewrotu religijnego w Anglii. Parlament uchwalił wiosną 1534 kilka ustaw, które przypieczętowały rozłam z Rzymem. Ustawa o Zakazie Apelacji nie pozwalała angielskim sądom kościelnym na zwracanie się do papieża. Uniemożliwiała również Kościołowi uchwalanie jakichkolwiek przepisów bez zgody króla. Ustawa o Stanowiskach Kościelnych wymagała, aby kler mianował biskupów wskazanych przez monarchę. Tzw. Akt supremacji głosił, że król jest „jedyną, najwyższą głową Kościoła anglikańskiego”; ustawa o Zdradzie z tego samego roku uznawała za najwyższą zdradę, karaną śmiercią, odmowę uznania króla za takowego. Papież został pozbawiony świętopietrza.
Parlament zatwierdził małżeństwo Henryka i Anny poprzez wydanie Aktu Sukcesji w 1534 roku. Wszyscy dorośli mieli obowiązek zatwierdzić postanowienia ustaw; ci, którzy odmówili, podlegali karze dożywotniego więzienia. Wydawca lub drukarz jakiejkolwiek literatury podważającej ważność ślubu Henryka z Anną miał być automatycznie uznany za winnego zdrady i skazany na śmierć.
Przeciwnicy polityki religijnej Henryka byli mordowani (wśród nich kardynał Jan Fisher oraz królewski doradca Thomas More, stracony za zdradę w 1535). Cromwell, dla którego utworzono stanowisko „wicekróla ds. duchowych”, był upoważniony do wizytowania klasztorów, pozornie w celu sprawdzania, czy wypełniają królewskie postanowienia, a w rzeczywistości, aby opodatkować ich majątki. W roku 1536 uchwała parlamentu zezwoliła Henrykowi na konfiskatę dóbr pomniejszych klasztorów (tych, których roczny dochód nie przekraczał 200 funtów). Szacuje się, że za panowania Henryka VIII w Anglii zginęło około 500 katolików, w tym 2 kardynałów, 2 arcybiskupów, 18 biskupów, 13 opatów, bliżej nieokreślona liczba przeorów i zakonników.
W 1536 roku Anna zaczęła popadać w niełaskę. Po urodzeniu Elżbiety była jeszcze dwukrotnie w ciąży, kończyły się one jednak poronieniem lub narodzinami martwego dziecka. Henryk VIII zaczął w tym czasie zwracać uwagę na inną damę dworu, Jane Seymour. Być może za namową Tomasza Cromwella, Henryk aresztował Annę pod zarzutami używania czarów w celu skłonienia go do małżeństwa, cudzołóstwa z pięcioma innymi mężczyznami, kazirodczego związku z bratem George’em Boleyn, wicehrabią Rochford, działania na szkodę króla i spiskowania, aby go zabić – co równało się zdradzie. (Zarzuty były według wszelkiego prawdopodobieństwa sfabrykowane.) Sądowi rozpatrującemu sprawę przewodniczył własny wuj Anny, Thomas Howard, książę Norfolk. W maju 1536 r. sąd skazał Annę i jej brata na śmierć, poprzez spalenie na stosie lub ścięcie, zależnie od woli króla. Pozostali czterej mężczyźni, z którymi królowa była rzekomo związana, mieli zostać powieszeni, wleczeni za koniem i poćwiartowani. Lord Rochford został ścięty niedługo po zakończeniu rozprawy; pozostałym wplątanym w sprawę złagodzono wyroki, z powieszenia, wleczenia i ćwiartowania na ścięcie. Annę również ścięto wkrótce potem. Jej małżeństwo z Henrykiem zostało anulowane przed samą egzekucją. Tak więc, skoro Anna nie była oficjalnie małżonką Henryka, ani ona, ani pięciu już straconych mężczyzn nie mogło popełnić cudzołóstwa. Ten drobny szczegół został jednak wygodnie pominięty.

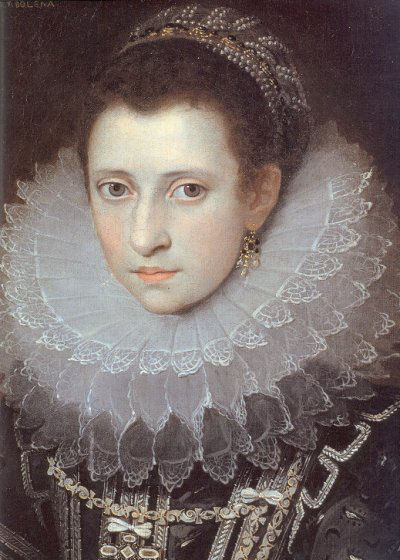
Anna Boleyn

Parę dni po egzekucji Anny Henryk poślubił Jane Seymour. Akt Sukcesji z 1536 ogłaszał dzieci Henryka z królową Jane następcami tronu, a wyłączał lady Marię i lady Elżbietę jako nieprawowite potomstwo. Król zyskał możność dalszego określania następstwa tronu według swojej woli. Jane urodziła syna, księcia Edwarda, w 1537, a sama zmarła dwa tygodnie później.
Mniej więcej w tym samym czasie, co ślub z Jane Seymour, Henryk zatwierdził Akt Unii (1536), który formalnie anektował Walię, jednocząc ją z Anglią. Akt ustanawiał język angielski jedynym oficjalnie używanym w Walii, narażając na trudności liczne osoby władające jedynie językiem walijskim.
Nowo powstały kościół anglikański przejął wiele rozwiązań zarówno z Kościoła katolickiego, jak i od wyznań reformowanych. Zachowano katolicki dogmat o zbawieniu przez Kościół, ale przyjęto również protestancki o zbawieniu przez wiarę. Zachowano dotychczasową hierarchię kościelną, ale głową Kościoła stał się monarcha. Pozostawiono celibat, dziesięcinę i sądy kościelne. Podstawy dogmatyczne nowego kościoła znalazły swój wyraz w Akcie 6 Artykułów z 1536 roku. Z biegiem czasu następowało zbliżenie (zarówno dogmatyczne, jak i liturgiczne) anglikanizmu z katolicyzmem, w czym miał swój udział sam Henryk.
Jedyny żyjący syn Henryka, Edward, nie był zdrowym dzieckiem. Dlatego też Henryk pragnął ponownie się ożenić, aby zagwarantować sobie męskiego potomka i następcę. Tomasz Cromwell zasugerował Annę, siostrę protestanckiego księcia Kleve, który był postrzegany jako sojusznik w razie katolickiego ataku na Anglię. Nakłoniony przez pochlebne opinie wypowiadane przez jej dworzan, Henryk zgodził się poślubić Annę. Kiedy przyjechała do Anglii, ponoć uznał ją za wyjątkowo nieatrakcyjną. Mimo to ślub odbył się w styczniu 1540 roku.
Wkrótce Henryk postanowił rozwiązać małżeństwo, nie tylko z powodów osobistych, ale również politycznych. Książę Kleve wdał się w spór z cesarzem rzymsko-niemieckim, z którym Henryk wolał nie zadzierać. Anna była wystarczająco inteligentna: zeznała, że nie było ono skonsumowane. Małżeństwo zostało następnie unieważnione na podstawie faktu, iż wcześniej Anna obiecana była innemu europejskiemu szlachcicowi. Otrzymała tytuł „królewskiej siostry” oraz zamek Hever, wcześniejszą rezydencję rodziny Anny Boleyn. Tomasz Cromwell popadł w niełaskę, został pozbawiony praw i ścięty.
W lipcu 1540 – tego samego dnia, kiedy lord Essex został stracony – Henryk poślubił młodziutką Katarzynę Howard, kuzynkę Anny Boleyn. Niedługo po ślubie Katarzyna wplątała się w romans z dworzaninem Thomasem Culpeperem. Zatrudniła też Francisa Derehama – który był z nią wcześniej nieoficjalnie zaręczony i miał przedślubny romans – jako swojego sekretarza. Tomasz Cranmer, będący w opozycji do możnej katolickiej rodziny Howardów, zwrócił królowi uwagę na dowody działalności królowej Katarzyny. Henryk pozwolił Cranmerowi przeprowadzić dochodzenie. Podczas przesłuchania królowa zeznała, że Dereham zmusił ją do cudzołóstwa. W międzyczasie Dereham ujawnił związek Katarzyny z Tomaszem Culpeperem.
W grudniu 1541 Culpeper i Dereham zostali straceni. Katarzynę skazano nie podczas rozprawy sądowej, ale poprzez Akt Utraty Praw, uchwalony przez parlament. Małżeństwo anulowano krótko przed jej egzekucją. Podobnie jak w przypadku Anny Boleyn, Katarzyna Howard nie mogła być winną cudzołóstwa, jeżeli małżeństwo od początku było nieważne. Ponownie argument ten został zignorowany i Katarzyna została stracona w lutym 1542 roku. Miała osiemnaście lat.
Henryk poślubił ostatecznie w 1543 majętną wdowę Katarzynę Parr. Sprzeczali się o religię; jej zachowanie niemal doprowadziło ją do zguby, ale ocaliły ją uległość i posłuszeństwo. Pomogła Henrykowi pojednać się z dwiema pierwszymi córkami, Marią i Elżbietą. W 1544 ustawą parlamentu przywrócono im miejsce w linii sukcesji zaraz po Edwardzie, księciu Kornwalii, mimo że wciąż uznawane były za dzieci z nieprawego łoża. Ta sama ustawa pozwalała Henrykowi na ustalanie kolejności dziedziczenia tronu według swojej woli.
W późnych latach życia Henryk miał dużą nadwagę, cierpiał także na podagrę. Niewykluczone, że chorował na syfilis. Jego nadwaga miała początek w wypadku podczas turnieju w 1536 roku. Poniesiona wtedy rana uda nie tylko uniemożliwiła zażywanie ruchu, ale też stopniowo jątrzyła się i możliwe, że pośrednio doprowadziła do jego śmierci, która nastąpiła 28 stycznia 1547. Henryk VIII został pochowany w kaplicy św. Jerzego w Zamku Windsor, obok Jane Seymour.
Na mocy Aktu Sukcesji z 1544 roku koronę odziedziczył Edward, jedyny żyjący syn Henryka, przyjmując imię Edwarda VI. Był on pierwszym protestanckim monarchą rządzącym Anglią. Miał 9 lat, nie mógł więc sprawować władzy. W testamencie Henryk wyznaczył szesnastu wykonawców, aby służyli jako rada regentów do czasu osiągnięcia przez Edwarda wieku 18 lat. Wykonawcy wybrali Edwarda Seymoura, 1. hrabiego Hertford, starszego brata Jane Seymour, na Lorda Opiekuna Królestwa. Wymagali jednak, aby Lord Hertford „nie czynił żadnej ustawy bez rady i zgody pozostałych współwykonawców”. Mimo to, Lord Hertford przejął władzę i został jedynym regentem. Został obalony przez Johna Dudleya, 1. księcia Northumberland, i stracony za zdradę. Książę Northumberland nie objął jednak stanowiska Lorda Opiekuna; zamiast tego nakłonił Edwarda do ogłoszenia pełnoletności przed osiągnięciem wieku 18 lat, przez co naruszył wolę Henryka.
Na podstawie Aktu Sukcesji następczynią Edwarda (w razie braku potomstwa) miała być córka Henryka i Katarzyny Aragońskiej, Maria. Gdyby Maria nie miała dzieci, jej następczynią miała być córka Anny Boleyn, Elżbieta. I w końcu, gdyby Lady Elżbieta też nie miała dzieci, następcami mieli być potomkowie zmarłej siostry Henryka, Marii Tudor, Księżnej Suffolk. Edward VI i jego doradcy mieli jednak inne plany. Na łożu śmierci Edward podpisał testament, na mocy którego Maria i Elżbieta zostały wyłączone z linii sukcesji jako nieślubne dzieci. Frances Brandon, księżną Suffolk (córkę Marii Tudor, księżnej Suffolk), pominięto, gdyż Edward obawiał się, że jej mąż, książę Suffolk, może żądać korony dla siebie. Edward ostatecznie wybrał Jane Grey, córkę księżnej Suffolk i synową potężnego księcia Northumberland. Po śmierci Edwarda w 1553 roku Jane została ogłoszona królową. Według prawa nie mogła jednak dziedziczyć tronu; ustawa parlamentu wyraźnie pozwalała Henrykowi zapisać Koronę według własnej woli, ale żaden podobny akt nie był uchwalony dla Edwarda. Z takim uzasadnieniem Maria pozbawiła tronu i straciła Jane, biorąc Koronę dla siebie.
Po bezpotomnej śmierci Marii w 1558 roku tron objęła jej siostra Elżbieta.

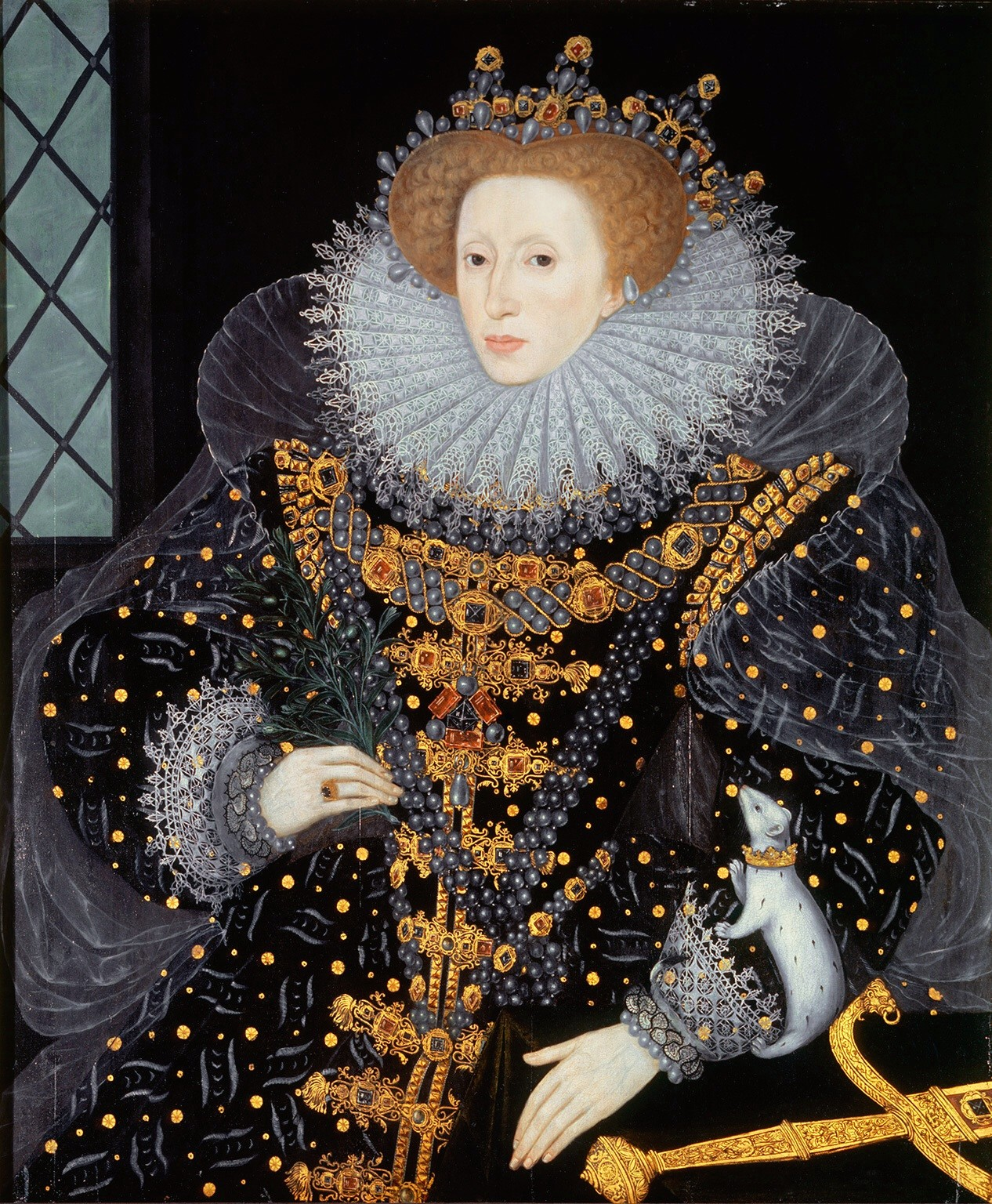
Królowa Elżbieta I w stroju koronacyjnym

Elżbietę koronowano 15 stycznia 1559 roku. Przy ceremonii nie był jednak obecny arcybiskup Canterbury, ponieważ ostatni piastujący to stanowisko, Reginald Pole, zmarł tuż po królowej Marii. Do koronacji wyznaczono biskupa Carlisle Owena Oglethorpe’a, który zgodził się namaścić królową. Koronacja Elżbiety była ostatnią przeprowadzoną według obrządku łacińskiego; następne były już prowadzone w obrządku anglikańskim. Elżbieta przekonała później osobistego kapelana swojej matki, Matthew Parkera, aby został arcybiskupem Canterbury.
Jednym z najważniejszych problemów młodej królowej były sprawy religijne. Jej pierwszym krokiem było wydanie Aktu o ujednoliceniu, który nakazywał używanie protestanckiego modlitewnika we wszystkich kościołach. Papieska kontrola nad kościołem angielskim przywrócona przez Marię została przez Elżbietę zniesiona. Królowa przyjęła tytuł „Najwyższego Zwierzchnika Kościoła Anglii” zamiast „Najwyższej Głowy”, głównie ze względu na powszechny pogląd, że kobieta nie może być głową kościoła. Tzw. Akt o Zwierzchnictwie wydany w 1559 r. nakazywał wszystkim urzędnikom złożenie przysięgi uznającej królewską zwierzchność nad kościołem, w przeciwnym razie mogło im grozić oskarżenie o zdradę i egzekucja.
Wielu biskupów sprzeciwiało się nowej polityce religijnej. Zostali usunięci ze swoich urzędów i zastąpieni ludźmi wiernymi królowej. Elżbieta wybrała także nową Radę Przyboczną. Głównymi doradcami Elżbiety byli William Cecil jako sekretarz stanu i Nicholas Bacon jako strażnik Wielkiej Pieczęci.
Wkrótce po wstąpieniu Elżbiety na tron dworzanie zaczęli zastanawiać się, kogo poślubi królowa. Do instytucji małżeństwa zraził ją jednak jej ojciec Henryk, który traktował swoje kolejne żony bardzo instrumentalnie. Śmierć matki również nie była dla niej miłym wspomnieniem.
Niektórzy twierdzili, że jej wybrankiem jest Robert Dudley, 1. hrabia Leicester, w którym miała być zakochana i mieć romans, a na przeszkodzie stała jedynie jej Rada Przyboczna, sprzeciwiająca się małżeństwu z Dudleyem. Sprzeciw miał być to spowodowany udziałem rodziny Dudleya w sprawie Jane Grey i tajemniczą śmiercią jego pierwszej żony.
Możliwe jest, że nie chciała się z nikim dzielić władzą. Panieństwo królowej okazało się atutem w dyplomacji: swoją rękę mogła wykorzystywać jako przynętę dla innych władców europejskich. Małżeństwo mogło także kosztować ją utratę niezależności oraz uszczuplić jej stan majątkowy. Pomimo wielu starających się o jej rękę (m.in. Filip II – król Hiszpanii, Iwan IV Groźny – car Rosji, czy Duc d’Alençon – książę francuski), Elżbieta nigdy nie zdecydowała się na zawarcie związku małżeńskiego.
Rywalką Elżbiety stała się królowa Szkocji, katoliczka Maria Stuart, żona króla Francji, Franciszka II. W 1559 Maria uznała się za królową Anglii i zyskała poparcie Francji. W Szkocji matka Marii, Maria de Guise, próbowała umocnić wpływy francuskie, sprowadzając z Francji wojsko i budując fortyfikacje, które miały posłużyć do inwazji na Anglię. Grupa szkockich parów sprzymierzonych z Elżbietą usunęła jednak Marię de Guise. Maria pod naciskami Anglii podpisała Traktat Edynburski, w którym zobowiązała się do wycofania wojsk francuskich. Po tym wydarzeniu wpływy francuskie w Szkocji bardzo osłabły.
Po śmierci męża Maria Stuart wróciła do Szkocji. W międzyczasie we Francji wybuchł konflikt pomiędzy katolikami i hugenotami. Elżbieta potajemnie udzielała pomocy protestantom. W 1564 podpisała z Francją traktat pokojowy, zrzekając się jednocześnie praw do jedynej posiadłości angielskiej na kontynencie, miasta portowego Calais. Miasto to faktycznie zostało utracone przez Anglię już w czasie panowania Marii I, po klęsce angielskiej ekspedycji w Hawrze. Nie zrzekła się jednak roszczeń do korony francuskiej, wywodzących się jeszcze z czasów panowania Edwarda III, które ustały dopiero w XVIII w. za czasów Jerzego III.
W końcu 1562 r. Elżbieta zachorowała na ospę, ale została wyleczona przez Burkota – lekarza śląskiego pochodzenia. W 1563 parlament, zaalarmowany jej chorobą, zażądał, aby poślubiła kogoś lub mianowała swojego dziedzica zapobiegając tym samym wojnie domowej po jej śmierci. Elżbieta odrzuciła obydwie prośby i zawiesiła funkcjonowanie parlamentu, który nie zbierał się aż do 1566 roku, kiedy potrzebna była jego zgoda na podniesienie podatków. Izba Gmin zagroziła, że wstrzyma finansowanie skarbu królewskiego, dopóki Elżbieta nie rozstrzygnie sprawy swego następstwa. Królowa jednak ciągle odmawiała.

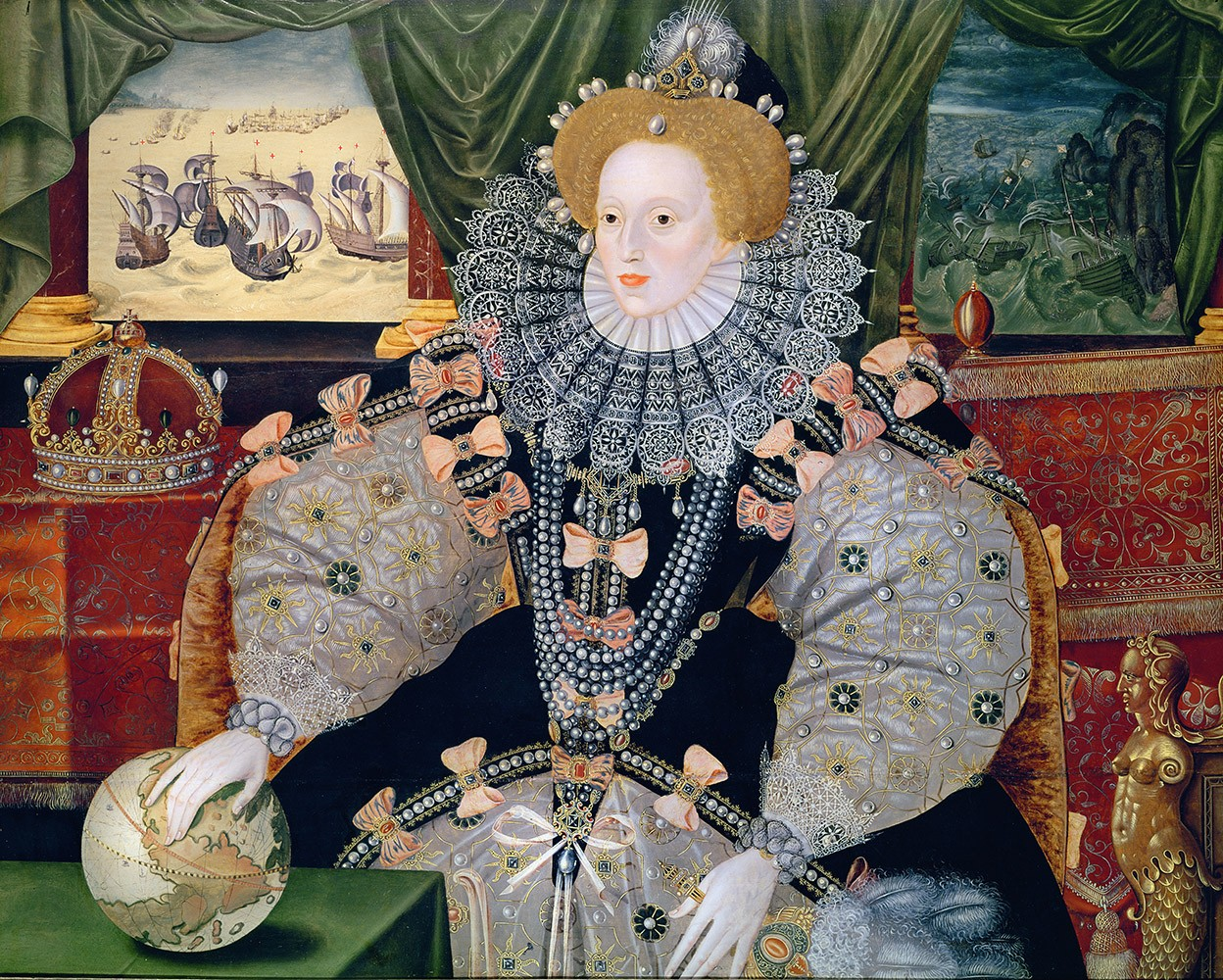
Elżbieta po rozgromieniu armady

Maria Stuart miała własne kłopoty w Szkocji. Elżbieta próbowała ją wyswatać z protestantem Robertem Dudleyem, co miało być warunkiem koniecznym do uznania jej praw do tronu po Elżbiecie. Maria jednak odmówiła. Po licznych perypetiach jej szkoccy poddani zbuntowali się, uwięzili ją i zmusili do abdykacji na rzecz syna. Problem sukcesji został poruszony w parlamencie, który powołał specjalny komitet do jego rozwiązania. Robert Bell bezskutecznie przekonywał królową do zabrania głosu w tej sprawie. W 1568 zmarła jedna z możliwych dziedziczek, Katarzyna Grey, pozostawiając jedynie syna z nieprawego łoża.
Maria uciekła z więzienia do Anglii i została pojmana przez wojska Elżbiety. Powstał problem: odesłanie jej z powrotem do Szkocji nie służyłoby interesom Anglii, wysłanie do Francji spowodowałoby, że Francuzi uzyskaliby nowe narzędzie przeciw Elżbiecie, zaś uwięzienie w Anglii sprawiłoby, że Maria stałaby się inspiracją do spiskowania przeciw Elżbiecie. Królowa wybrała to ostatnie rozwiązanie, uznając je za najmniejsze zło.
Elżbieta miała teraz nowego wroga w swoim byłym szwagrze Filipie II, królu Hiszpanii. Kiedy Filip kazał atakować angielskie statki kaperskie, Francis Drake i John Hawkins otrzymali zgodę Elżbiety na rabowanie hiszpańskich statków. Filip był już jednak uwikłany w tłumienie powstania w Niderlandach i to uchroniło Anglię przed wypowiedzeniem jej przez Hiszpanię wojny.
Filip maczał palce w kilku spiskach mających na celu usunięcie Elżbiety. Norfolk był uwikłany w pierwszy z nich, tzw. spisek Ridolfiego w 1571. Książę planował poślubić Marię Stuart i obalić Elżbietę. Po wykryciu całej sprawy książę Norfolk został stracony, a Maria poddana ostrzejszemu nadzorowi. W tym samym roku William Cecil został mianowany Lordem Burghley. Dyplomata ten pozostawał doradcą królowej aż do swojej śmierci w 1598 roku. W 1572 Burghley został awansowany na stanowisko sekretarza do spraw skarbu. Stanowisko sekretarza stanu objął po nim Francis Walsingham
W 1580 papież Grzegorz XIII wysłał pomoc wojskową dla powstania Desmonda w Irlandii. W 1583 powstańcy jednak musieli się poddać po rzezi, jakiej dokonały wojska angielskie. W tym samym roku Filip II przejął we władanie Portugalię, zwiększając tym samym swoją potęgę na morzu. Po zamordowaniu Wilhelma I Orańskiego Elżbieta stanęła otwarcie po stronie zbuntowanych prowincji niderlandzkich. To, łącznie z przyczynami ekonomicznymi i angielskim piractwem (doszło nawet do sojuszu Anglii z islamskim Marokiem przeciwko Hiszpanii) doprowadziło do wybuchu wojny pomiędzy Hiszpanią i Anglią w 1585 roku. W 1586 hiszpański ambasador został wydalony za udział w spisku przeciw Elżbiecie.
Obawiając się konspiracji przeciwko królowej parlament w 1584 r. wydał ustawę, zgodnie z którą każdy, kto był zamieszany w spisek na życie suwerena, miał być wyłączony od dziedziczenia tronu angielskiego. Późniejszy spisek Babingtona został wykryty dzięki siatce szpiegowskiej, jaką uruchomił Francis Walsingham. Zamieszana w spisek była Maria Stuart. Nie wiadomo, czy dowody nie zostały sfabrykowane, ale Elżbieta pozwoliła na jej proces, a następnie podpisała wyrok skazujący ją na śmierć. Został wykonany 8 lutego 1587 roku.
W testamencie Maria przekazała swoje roszczenia do tronu Filipowi II, który w tym czasie przygotowywał plan inwazji na Anglię. W lipcu 1588 hiszpańska „Wielka Armada”, licząca 130 okrętów i 30 tys. ludzi, wyruszyła z Hiszpanii, aby spotkać się z księciem Parmy, dowodzącym wojskami hiszpańskimi w Niderlandach. Do spotkania jednak nie doszło, bo udaremniła je angielska flota pod dowództwem Charlesa Howarda i Francisa Drake’a, którym sprzyjała zła pogoda, pomagając rozproszyć i zatopić większość sił hiszpańskich. Armada była zmuszona wracać do Hiszpanii opływając Wyspy Brytyjskie od północy i tracąc przy okazji większość swoich okrętów na wybrzeżach Szkocji i Irlandii.
Starcie jednak nie było decydujące i wojna toczyła się nadal, tyle że w Niderlandach. Anglia zaangażowała się także w konflikt we Francji, gdzie wspierała protestanckiego pretendenta do tronu, Henryka Burbona (późniejszego Henryka IV). W tym samym czasie hiszpańskie siły lądowały w Bretanii. Ostatecznie wojnę angielsko-hiszpańską zakończył traktat pokojowy podpisany w 1604 r. przez następcę Elżbiety, Jakuba I.

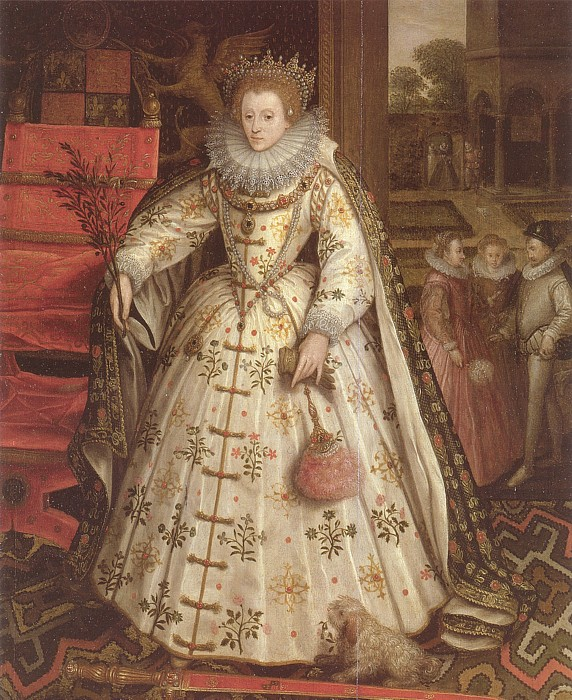
Elżbieta w podeszłym wieku

W 1598 zmarł główny doradca królowej Lord Burghley. Talenty polityczne odziedziczył po nim jego syn, Robert Cecil, mianowany sekretarzem stanu w 1590.
W czasie wojny angielsko-hiszpańskiej wybuchło kolejne powstanie w Irlandii (tzw. irlandzka wojna dziewięcioletnia). Przedstawiciel królowej, hrabia Tyrone, który stanął na czele powstańców, został uznany za zdrajcę. Elżbieta, chcąc zaprowadzić w Irlandii porządek jak najniższym kosztem, zawarła z nim szereg rozejmów. Hiszpania dwukrotnie próbowała wysyłać posiłki dla Irlandczyków, nie dotarły one jednak ze względu na złe warunki pogodowe. Czas rozejmu Tyrone wykorzystał na wyszkolenie oraz dozbrojenie wojsk i zadał Anglikom druzgocącą klęskę pod Yellow Ford.
W roku 1599 Robert Devereux został wysłany do Irlandii, aby w końcu zdławić powstanie. Dostał największą armię, jaką kiedykolwiek wysłano do Irlandii. Essex wkrótce jednak roztrwonił swoje siły. Kiedy bez pozwolenia królowej wrócił do kraju, został pozbawiony wszelkich przywilejów i monopoli, będących głównym źródłem jego dochodów.
W 1601 roku Essex stanął na czele rewolty przeciwko królowej, jednak nie zyskała ona szerokiego poparcia, a dotychczasowy ulubieniec tłumów został stracony. Do Irlandii na miejsce Essexa wysłany został Charles Blount. Baron Mountjoy próbował zwyciężyć Irlandczyków głodem. W 1601 r. Hiszpanie przysłali posiłki w liczbie 3,5 tys. ludzi, usprawiedliwiając to pomocą udzielaną wcześniej przez Elżbietę buntownikom w Niderlandach. Po długotrwałym zimowym oblężeniu Mountjoy pokonał Hiszpanów i Irlandczyków w bitwie pod Kinsale. Tyrone poddał się w kilka dni po śmierci Elżbiety w 1603 roku.
Po straceniu Essexa królowa popadła w neurastenię. Wcześniej już cierpiała na reumatyzm i żółtaczkę, teraz jej stan zdrowia znacznie się pogorszył. Całymi dniami siedziała nieruchomo, z palcem na ustach, wpatrzona w jeden punkt. Od czasu do czasu szlochała. Przy łożu śmierci czuwał arcybiskup Canterbury. Królowa zapadła w śpiączkę i zmarła w poniedziałek 24 marca 1603 roku. Nie przeprowadzono sekcji zwłok ani nie zabalsamowano ciała. Elżbietę pochowano obok jej starszej przyrodniej siostry, Marii I.

## Panowanie Stuartów
Elżbieta zmarła w roku 1603, w wieku 69 lat. Następcą tronu był jej bliski krewny, król Szkocji Jakub VI z dynastii Stuartów, który został królem Zjednoczonego Królestwa jako Jakub I Stuart. Król Jakub uważany jest za pierwszego monarchę, który rządził całą Wyspą Brytanii, aczkolwiek rzeczywiste zjednoczenie obu królestw nastąpiło dopiero w roku 1707.
W 1607 Anglicy założyli Jamestown, pierwszą stałą osadę w Ameryce Północnej. Był to początek szerszej kolonizacji, w ramach której do Ameryki ruszyły wkrótce rzesze niezadowolonych z warunków (tak ekonomicznych, jak i religijnych) w „starym kraju”. Jednak ponad 70% przybyszów, którzy tam dotarli w latach 1630–1660, było pracownikami kontraktowymi. Do roku 1700 plantatorzy znad zatoki Chesapeake sprowadzili około 100 tys. takich pracowników, ponad 75% wszystkich europejskich przybyszów do Wirginii i Marylandu. Angielscy kupcy, posiadający plantacje w cieplejszych, południowych rejonach kontynentu, dość szybko wrócili do systemu niewolniczego i zaczęli masowo sprowadzać czarnoskórych Afrykanów, którzy mieli uprawiać dla nich bawełnę i tytoń przeznaczone na rynki europejskie. Właściciele plantacji i kupcy stali się wkrótce posiadaczami majątków porównywalnych do ziem wielkich rodów arystokratycznych w Anglii, a ich pieniądze, które posłużyły wzrostowi znaczenia klasy średniej, skutecznie zachwiały dotychczasowym podziałem sił politycznych. Dla kraju rodzinnego amerykańskie kolonie nie miały większego znaczenia.
W roku 1642 wybuchła angielska wojna domowa, przede wszystkim z powodu nieustającego konfliktu pomiędzy synem Jakuba, Karolem I, a Parlamentem. Rozbicie wojsk rojalistów przez Armię Nowego Wzoru w bitwie pod Naseby w czerwcu 1645 skutecznie osłabiło króla i jego zwolenników. Karol poddał się wojskom szkockim w Newark, a po jakimś czasie (w początkach roku 1647) trafił w ręce parlamentu. Udało mu się zbiec i doszło do drugiego etapu wojny. Był to jednak krótki konflikt, a New Model Army szybko zapanowała nad sytuacją. Schwytanie Karola i jego proces doprowadziły do ścięcia króla w styczniu 1649 przed bramą pałacu Whitehall w Londynie, a Anglia stała się republiką. Sąd nad Karolem i jego egzekucja wstrząsnęły Europą. Dowodzona przez Olivera Cromwella New Model Army pokonała siły rojalistów w Irlandii i Szkocji. Cromwell przyjął tytuł „Lorda Protektora”, co uczyniło zeń – jak mawiali przeciwnicy – 'króla we wszystkim prócz imienia’. Po jego śmierci w roku 1658 Lordem Protektorem został jego syn Richard Cromwell, ale po roku zmuszony został do abdykacji. Wszystko wskazywało na to, że lada chwila wybuchnie kolejna wojna domowa, bowiem New Model Army podzieliła się na przeciwstawne sobie frakcje. Stacjonujące w Szkocji wojska George’a Moncka ruszyły jednak na Londyn i przywróciły porządek.
Monarchia została restaurowana w roku 1660, a król Karol II powrócił do Londynu. Lata 1665–1666 to czas wielkich klęsk. Chodzi tu o Wielką Zarazę i Wielki Pożar. Epidemia do Londynu trafiła najprawdopodobniej na statkach z Amsterdamu. Roznoszona przez szczury i pchły pochłaniała ok. 7000 ofiar tygodniowo. W lipcu rodzina królewska przeniosła się do Oksfordu.
Nie był to jednak koniec nieszczęść. 2 września 1666 r. przypadkowo zaprószony ogień spowodował wielki pożar miasta. Spłonęło 13 200 domów i 87 kościołów, w tym katedra Świętego Pawła. Pożar miał ten jeden pozytywny skutek, że w jego wyniku nastąpiło ostateczne wygaśnięcie Wielkiej Zarazy z poprzedniego roku.
W 1680 w parlamencie pojawił się projekt ustawy kryzysowej (Exclusion Bill), która związana była z obawami przed wstąpieniem na tron katolika – brata Karola i jego niepodważalnego sukcesora Jakuba II Stuarta, koronowanego w roku 1685. W 1688 roku rozpoczęła się tzw. „chwalebna rewolucja”, mająca doprowadzić do zastąpienia Karola niderlandzkim protestantem księciem Wilhelmem Orańskim i jego żoną, Marią Stuart.
W listopadzie 1688 Wilhelm wylądował z 15-tysięcznym wojskiem w Brixham. Poparcia udzieliła mu armia i flota, dołączali do niego liczni lordowie świeccy i duchowni. Podczas marszu na Londyn Wilhelm zwołał swój pierwszy Parlament w Berry Pomeroy. Opuszczany przez kolejnych stronników Jakub zbiegł na kontynent. Próbował raz jeszcze zbrojnie dochodzić swych praw, ale został ostatecznie pokonany przez Wilhelma w bitwie nad Boyne w 1690.
W grudniu 1689 weszła w życie ustawa, będąca jednym z najważniejszych dokumentów w historii Anglii, a mianowicie Bill of Rights. Najważniejsze postanowienia Bill of Rights: król nie mógł wykonywać prawa suspensy (czyli zawieszania ustaw parlamentu wobec wszystkich osób) bez zgody parlamentu; bezwzględny zakaz udzielania dyspensy (czyli uchylania ustaw parlamentu w odniesieniu do niektórych osób bądź czynności); król nie mógł nakładać podatków bez zgody parlamentu; zakaz utrzymywania stałej armii w czasie pokoju; poddani mogli odtąd wnosić petycje w sprawach zarówno publicznych, jak i prywatnych; postulat częstszego zwoływania sesji parlamentu oraz wprowadzenie wolności słowa oraz debat; zniesiono restytuowany przez Jakuba II Sąd Wysokiej Komisji; postulat powoływania na sędziów przysięgłych ludzi uczciwych, którzy nie są stronnikami monarchy. W roku 1690 rozszerzono postanowienia Bill of Rights o dalsze dwa: władca, przed wstąpieniem na tron, miał potępić katolicki dogmat o transsubstancjacji; królem nie mógł zostać katolik, ani też osoba wstępująca w związek małżeński z przedstawicielem tego wyznania. Od momentu wydania tego dokumentu faktyczna władza w państwie należy zatem do parlamentu. Władza królewska poddana została bowiem kontroli, co uczyniło Anglię pierwszą na świecie monarchią parlamentarną. Religią panującą pozostał anglikanizm
Lojalni wobec Jakuba katolicy z Irlandii i Szkocji nadal chcieli jego powrotu na tron, co wywołało całą serię krwawych, ale bezskutecznych powstań. Poskutkowały tym, że najdrobniejszy przejaw nielojalności wobec króla Williama był bezlitośnie karany (na przykład rzeź w Glencoe w 1692.) Jakobickie rebelie powtarzały się aż po wiek XVIII, kiedy katolicki potomek ostatniego pretendenta, Jakub III, wylądował na Wyspach w roku 1745. Siły księcia Karola Stuarta, legendarnego „Bonnie Prince Charlie”, zostały łatwo pokonane w bitwie pod Culloden w 1746.

## Zjednoczone Królestwo
Historia Królestwa Anglii kończy się wraz z powołaniem do życia Zjednoczonego Królestwa. Nastąpiło to 1 maja 1707 wraz z połączeniem w jeden organizm państwowy Królestwa Anglii (z inkorporowaną Walią) i Królestwa Szkocji na mocy aktu unii, podpisanego i ratyfikowanego przez parlamenty obu królestw, co spowodowało powstanie Zjednoczonego Królestwa Wielkiej Brytanii, posiadającego jednego konstytucyjnego monarchę i jeden parlament w Westminsterze. Wcześniej królestwa Anglii i Szkocji były osobnymi państwami, aczkolwiek od roku 1603 w unii personalnej. W wyniku podpisania aktu unii angielska Izba Lordów powiększyła się o 15 lordów szkockich, a Izba Gmin o 45 szkockich posłów. Unia zablokowała francuską, antybrytyjską penetrację na terenie Szkocji, choć antagonizmy i nieufność między Szkocją a Anglią zachowały się jeszcze przez jakiś czas. Szkoci byli bowiem w Anglii uważani za barbarzyńców. Zazwyczaj uważa się, że na Unii Anglia zyskała politycznie, a Szkocja ekonomicznie. Kolejny akt unii z roku 1800 dodał jeszcze Królestwo Irlandii i w ten sposób powstało Zjednoczone Królestwo Wielkiej Brytanii i Irlandii.

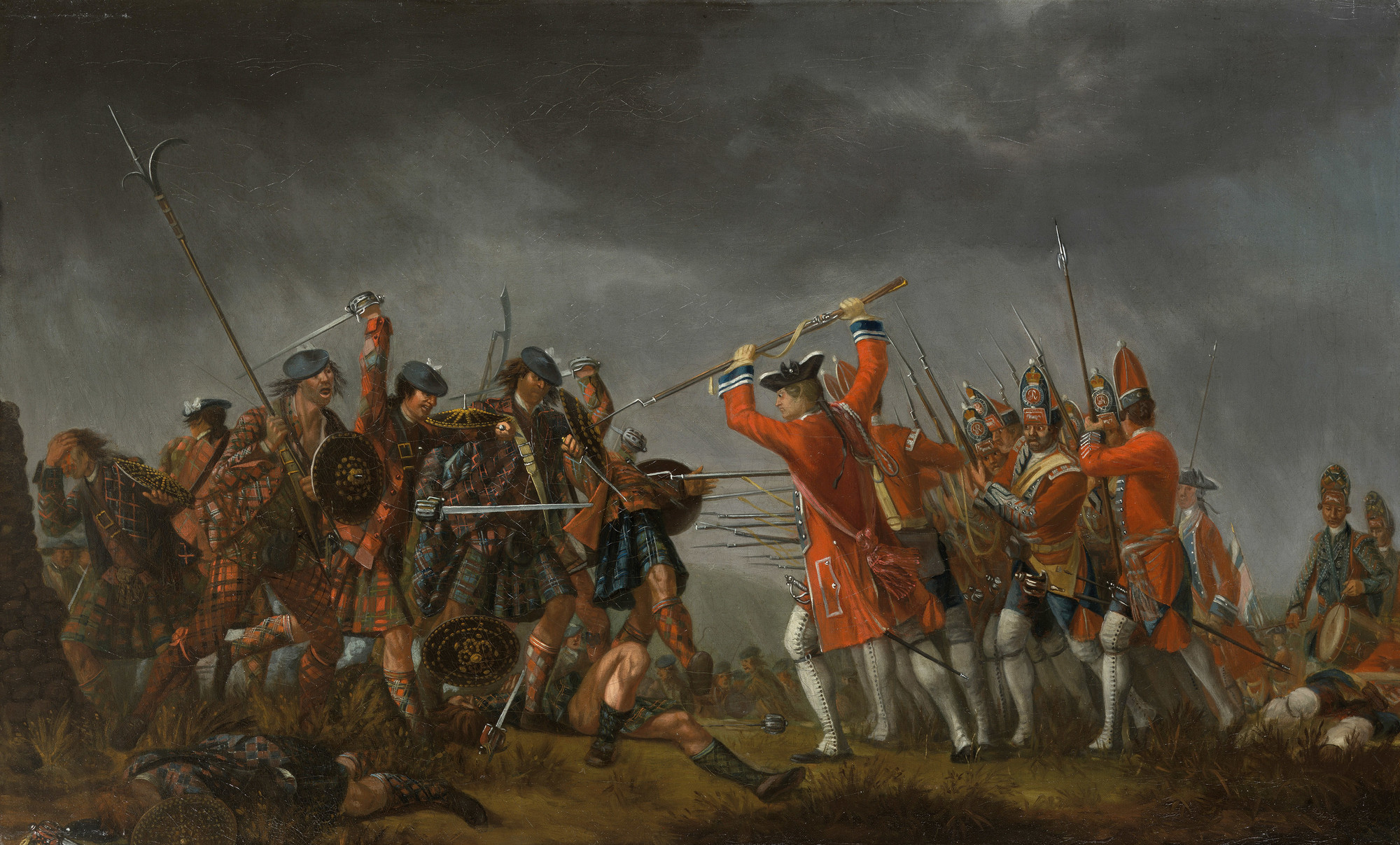
Bitwa pod Culloden na obrazie Davida Moriera Incydent w powstaniu 1745 roku

Początkowy okres istnienia Zjednoczonego Królestwa znaczyły liczne powstania jakobickie, które zakończyły się klęską pod Culloden w 1746 roku. Późniejsze zwycięstwo w wojnie siedmioletniej w 1763, przyczyniło się do powstania imperium brytyjskiego, które zaliczano do globalnych potęg i które, na przeciąg dwóch stuleci, było jednym z czołowych mocarstw w historii. W 1921 w imperium brytyjskim mieszkało około 458 milionów ludzi, mniej więcej ¼ światowej populacji.
W 1922 roku, na mocy traktatu brytyjsko-irlandzkiego, Irlandia wystąpiła ze Zjednoczonego Królestwa i stała się niezależnym państwem o nazwie Wolne Państwo Irlandzkie dominium imperium brytyjskiego, jednakże już następnego dnia Irlandia Północna oderwała się od Wolnego Państwa i ponownie połączyła ze Zjednoczonym Królestwem. W rezultacie w roku 1927 Zjednoczone Królestwo ponownie zmieniło nazwę na „Zjednoczone Królestwo Wielkiej Brytanii i Irlandii Północnej”. Niezależnie od tego aż do koronacji Elżbiety II 2 czerwca 1953 roku władcy nadal używali tytulatury: „Z Bożej Łaski Król/Królowa Wielkiej Brytanii, Irlandii i Posiadłości Zamorskich, Obrońca/Obrończyni Wiary”.